# Arturo Frondizi
Arturo Frondizi Ercoli (Paso de los Libres, 28 de outubro de 1908 — Buenos Aires, 18 de abril de 1995) foi um advogado e político argentino, ocupando o cargo de Presidente da República entre 1 de maio de 1958 e 29 de março de 1962.

## Carreira
Durante o processo eleitoral que elegeu Frondizi, o Peronismo estava proibido na Argentina. Por este motivo, firmou um acordo escrito com Juan Domingo Perón comprometendo-se a anular as leis de proibição ao partido Justicialista ao passo que Perón deveria indicar a seus seguidores que votassem em sua candidatura. Isso porém no primeiro momento não aconteceu e Frondizi não cumpriu sua promessa com medo de um novo golpe militar.
Em seu governo foi sancionada uma nova lei sindical. A produção de petróleo triplicou, obtendo-se a autosuficiência argentina do produto. Grandes projetos de hidroeletricidade foram iniciados, além da construção de uma extensa rede de rodovias. A indústria de base foi impulsionada, com investimentos em petroquímica, siderurgia, implemento de técnicas agrícolas e expansão de escolas de educação técnica. Assim, a Argentina iniciou uma década (1963-1974) em que apresentou uma das mais altas taxas de crescimento do mundo, além de praticamente erradicar a pobreza.
As Forças Armadas restringiram bastante seu governo, com seis tentativas de golpe. A cada uma delas era obrigado a ceder mais espaço de seu governo para os militares.
Sua política externa foi independente, com boas relações com John F. Kennedy e oposição à expulsão de Cuba da OEA, chegando a se reunir com Ernesto Guevara na residência presidencial argentina.
Impopular e sem apoio, Frondizi anulou a ilegalização do Peronismo em 1961, objetivando ganhar apoio dos peronistas, tendo o partido ganho nas eleições legislativas do ano seguinte em 10 das 14 províncias argentinas. Contudo as Forças Armadas exigiram que Frondizi anulasse as eleições - o que não ocorreu - desencadeando um golpe militar que o destituiu em 29 de março de 1962.
Frondizi ficou preso na ilha Martín García e posteriormente em Bariloche até a posse de Arturo Illia na presidência, em 1963.